# Beast Over Hammersmith
Beast Over Hammersmith je živé album britské heavymetalové skupiny Iron Maiden. Album bylo nahráno během Beast on the Road tour v roce 1982; bylo vydáno 20 let poté jako součást box setu Eddie's Archive. Je to poslední vystoupení bubeníka Clivea Burra v kapele. Na desce se nachází materiál z alba The Number of the Beast, přestože byl tento živák nahrán před vydáním alba The Number of the Beast.

## Track listing

### CD 1
1. „Murders in the Rue Morgue“ – 4:32
2. „Wrathchild“ – 3:31
3. „Run to the Hills“ – 4:19
4. „Children of the Damned“ – 4:39
5. „The Number of the Beast“ – 5:07
6. „Another Life“ – 3:45
7. „Killers“ – 5:47
8. „22 Acacia Avenue“ – 6:55
9. „Total Eclipse“ – 4:14

### CD 2
1. „Transylvania“ – 5:50
2. „The Prisoner“ – 5:49
3. „Hallowed Be Thy Name“ – 7:31
4. „Phantom of the Opera“ – 6:53
5. „Iron Maiden“ – 4:21
6. „Sanctuary“ – 4:12
7. „Drifter“ – 9:19
8. „Running Free“ – 3:44
9. „Prowler“ – 5:00

## Sestava
- Bruce Dickinson – zpěv
- Adrian Smith – kytara, zpěv
- Dave Murray – kytara
- Steve Harris – baskytara
- Clive Burr – bicí